# Elżbietków
Elżbietków [pronunciación en polaco: /ɛlʐˈbjɛtkuf/] es un pueblo ubicado en el distrito administrativo de Gmina Pogorzela, dentro del Distrito de Gostyń, Voivodato de Gran Polonia, en el oeste de Polonia central. Se encuentra aproximadamente a 6 kilómetros al norte de Pogorzela, a 16 kilómetros al este de Gostyń, y a 64 kilómetros al sur de la capital regional Poznań.